# Дессигхофен
Дессигхофен (нем. Dessighofen) — община в Германии, в земле Рейнланд-Пфальц.
Входит в состав района Рейн-Лан. Подчиняется управлению Нассау.  Население составляет 189 человек (на 31 декабря 2010 года). Занимает площадь 3,57 км².